# 韓抒縝
韓抒縝（韓語：한서진，2008年11月1日—），韓國兒童演員，另有译名韓瑞珍、韓瑞真、韓書珍。

## 演出作品

### 電視劇
- 2011年：MBC《我的公主》
- 2011年：MBC《絕頂》
- 2012年：KBS《善良的男人》
- 2013年：KBS《Drama Special－我舊錢包裡的記憶》
- 2013年：JTBC《老大》
- 2014年：SBS《只想愛》
- 2014年：MBC《愛情頻率37.2》
- 2015年：OCN《失蹤的黑色M》
- 2015年：JTBC《為純情著迷》
- 2015年：LINE TV、NAVER TV CAST、愛奇藝《我的鄰居是EXO》
- 2015年：tvN《不哭鳥》
- 2015年：KBS《橘子果醬》
- 2015年：tvN《泡泡糖》
- 2016年：KBS《怪異家族》
- 2016年：tvN《孤單又燦爛的神－鬼怪》
- 2017年：JTBC《只是相愛的關係》
- 2017年：KBS《那女人的大海》
- 2018年：OCN《小神的孩子們》
- 2021年：Netflix 《我是遺物整理師》
- 2021年：tvN《不可殺：永生之靈》

### 電影
- 2016年：《等著你》飾演 熙珠幼年時期

## 腳註
1. ↑  . wxnmh. 2017-07-19  [2018-04-20]. （原始内容存档于2019-09-03） （中文（臺灣））.

## 外部連結
- JC ENT官方網站 （页面存档备份，存于）